# Димитър Стефанов – Казака
Димитър Стефанов – Казака е български борец за освобождение на България, втори знаменосец в четата на Христо Ботев.

## Биография
Димитър Стоянов е роден през 1854 г. в Сливен. Син е на Стефан Иванов от Ямбол, участник в Руско-турската война (1828 – 1830 г.), който имал четирима синове – Иван, Димитър, Васил и Коньо, и една дъщеря – Мария.
След обесването на брат му Иван в Одрин, братята Васил и Димитър през 1868 г. помагат на четата на Хаджи Димитър и Стефан Караджа в Сливенския Балкан, а след това заминават за Русия. Димитър после се установява в Браила, където често посещавал кръчмата на Странджата.
В началото на 1876 г. Димитър Стефанов научава, че Христо Ботев набира четници и чрез Георги Апостолов от Стара Загора, който той много добре познавал, се записва за четник и се присъединява към четата от Турну Магуреле. В боя до възвишението Милин камък четата дава няколко жертви, между които е и знаменосецът на четата Никола Симов-Куруто. Тогава Ботев нарежда да се даде знамето на Димитър Стефанов – Казака. Димитър се заклева, като целува дръжката на знамето със следа от кръв от първия знаменосец. Развява го на връх Околчица и през някои от следващите сражения.
В частта, поведена от Георги Апостолов, води бой в долината на Рашов дол, остава по чудо жив и през Черепишките скали стига до манастирските кошари на Черепишкия манастир, където се намират и четниците, водени от Димитър Икономов. Накрая с трима другари тръгва към Кремиковския манастир, където разчитал на магера на манастира Величко Павлов (комитата Геко Палев) от Кремиковци. На 3 юни 1876 г. Павлов със съгласието на игумена на манастира укрива и храни ботевите четници една седмица, но четниците са предадени и Геко Павлов ги праща към Лозенската планина, а раненият в крака Димитър продължил да се укрива в манастирската гора в подготвена от Геко Павлов хралупа. След няколко дни заптиетата на Малич ага обграждат гората, а селяните били принудени да хванат комитите. Двама изменници с викове подгонили Димитър, който побягнал към Попов дол, но заптиетата го хванали и завели при Малич ага в местността „Извора“. При събличането му всички видели, че около кръста му било навито зелено знаме. Малич ага наредил да го изгорят, а Димитър бил подложен на зверски мъчения – рязали му ушите, чупили му пръстите и т.н. Димитър само повтарял „Сам съм, снощи се довлякох с последни сили в гората. Там срещнах един селянин, взех му връхната дреха и торбата със сиренето и хляба.“ Едно от заптиетата стреляло срещу Димитър, но не го убил. Тогава Малич ага извадил ятагана си и му отрязал главата, поставил я в една торба, за да я занесат на Софийския паша и да получат наградата. Преди заминаването си наредил на Анто и Спас Стойкови да погребат тялото на Димитър и те го погребали на лобното място на Казака до Кремиковския манастир, където през 1912 г. му е издигнат скромен белокаменен паметник, обявен за паметник на културата през 1979 г.